# Жерники (Яроцинський повіт)
Жерники (пол. Żerniki, нім. Engarhof) — село в Польщі, у гміні Жеркув Яроцинського повіту Великопольського воєводства.
Населення — 437 осіб (2011).
У 1975-1998 роках село належало до Каліського воєводства.

## Демографія
Демографічна структура станом на 31 березня 2011 року:
|          | Загалом | Допрацездатний вік | Працездатний вік | Постпрацездатний вік |
| -------- | ------- | ------------------ | ---------------- | -------------------- |
| Чоловіки | 217     | 49                 | 146              | 22                   |
| Жінки    | 220     | 39                 | 137              | 44                   |
| Разом    | 437     | 88                 | 283              | 66                   |